# Бернате Тичино
Бернате Тичино (итал. Bernate Ticino) је насеље у Италији у округу Милано, региону Ломбардија.
Према процени из 2011. у насељу је живело 1723 становника. Насеље се налази на надморској висини од 132 м.

## Становништво
| 1931. | 1936. | 1951. | 1961. | 1971. | 1981. | 1991. | 2001. | 2011. |
| ----- | ----- | ----- | ----- | ----- | ----- | ----- | ----- | ----- |
| 1.897 | 1.984 | 2.066 | 2.253 | 2.441 | 2.563 | 2.758 | 2.941 | 3.117 |